# Campeonato Europeu de Patinação Artística no Gelo de 1971
O Campeonato Europeu de Patinação Artística no Gelo de 1971 foi a sexagésima terceira edição do Campeonato Europeu de Patinação Artística no Gelo, um evento anual de patinação artística no gelo organizado pela União Internacional de Patinação (em inglês:  International Skating Union) onde os patinadores artísticos competem pelo título de campeão europeu. A competição foi disputada entre os dias 2 de fevereiro e 7 de fevereiro, na cidade de Zurique, Suíça.

## Eventos
- Individual masculino
- Individual feminino
- Duplas
- Dança no gelo

## Medalhistas
| Evento                        | Ouro                                                      | Prata                                                 | Bronze                                               |
| Individual masculino detalhes | Ondrej Nepela · Tchecoslováquia                           | Sergei Chetverukhin · União Soviética                 | Haig Oundjian · Reino Unido                          |
| Individual feminino detalhes  | Beatrix Schuba · Áustria                                  | Zsuzsa Almássy · Hungria                              | Rita Trapanese · Itália                              |
| Duplas detalhes               | Irina Rodnina · Alexei Ulanov · União Soviética           | Liudmila Smirnova · Andrei Suraikin · União Soviética | Galina Karelina · Georgi Proskurin · União Soviética |
| Dança no gelo detalhes        | Liudmila Pakhomova · Alexander Gorshkov · União Soviética | Angelika Buck · Erich Buck · Alemanha Ocidental       | Susan Getty · Roy Bradshaw · Reino Unido             |

## Resultados

### Individual masculino
| Pos.              | Nome                | Nacionalidade      |
| ----------------- | ------------------- | ------------------ |
| Medalha de ouro   | Ondrej Nepela       | Tchecoslováquia    |
| Medalha de prata  | Sergei Chetverukhin | União Soviética    |
| Medalha de bronze | Haig Oundjian       | Reino Unido        |
| 4                 | Jan Hoffmann        | Alemanha Oriental  |
| 5                 | Yuri Ovchinnikov    | União Soviética    |
| 6                 | Sergei Volkov       | União Soviética    |
| 7                 | John Curry          | Reino Unido        |
| 8                 | Günter Anderl       | Áustria            |
| 9                 | Jacques Mrozek      | França             |
| 10                | Didier Gailhaguet   | França             |
| 11                | Daniel Höner        | Suíça              |
| 12                | Jozef Zidek         | Tchecoslováquia    |
| 13                | Klaus Grimmelt      | Alemanha Ocidental |
| 14                | Josef Schneider     | Áustria            |
| 15                | László Vajda        | Hungria            |
| 16                | Stefano Bargauan    | Itália             |
| 17                | Thomas Callerud     | Suécia             |
| 18                | Gheorghe Fazekas    | Romênia            |
| 19                | Pekka Leskinen      | Finlândia          |
| 20                | Bernard Bauer       | Suíça              |
| 21                | Zoran Matas         | Iugoslávia         |
| 22                | Zdeněk Pazdírek     | Tchecoslováquia    |

### Individual feminino
| Pos.              | Nome                | Nacionalidade      |
| ----------------- | ------------------- | ------------------ |
| Medalha de ouro   | Beatrix Schuba      | Áustria            |
| Medalha de prata  | Zsuzsa Almássy      | Hungria            |
| Medalha de bronze | Rita Trapanese      | Itália             |
| 4                 | Sonja Morgenstern   | Alemanha Oriental  |
| 5                 | Charlotte Walter    | Suíça              |
| 6                 | Patricia Ann Dodd   | Reino Unido        |
| 7                 | Christine Errath    | Alemanha Oriental  |
| 8                 | Elena Alexandrova   | União Soviética    |
| 9                 | Eileen Zillmer      | Alemanha Ocidental |
| 10                | Ludmila Bezáková    | Tchecoslováquia    |
| 11                | Jean Scott          | Reino Unido        |
| 12                | Marina Titova       | União Soviética    |
| 13                | Judith Bayer        | Alemanha Ocidental |
| 14                | Liana Drahová       | Tchecoslováquia    |
| 15                | Anita Johansson     | Suécia             |
| 16                | Cinzia Frosio       | Itália             |
| 17                | Beatrice Hustiu     | Romênia            |
| 18                | Sonja Balun         | Áustria            |
| 19                | Dianne de Leeuw     | Países Baixos      |
| 20                | Marie-Claude Bierre | França             |
| 21                | Kristen Frikke      | Dinamarca          |
| 22                | Helena Gazvoda      | Iugoslávia         |

### Duplas
| Pos.              | Nome                                | Nacionalidade      |
| ----------------- | ----------------------------------- | ------------------ |
| Medalha de ouro   | Irina Rodnina / Alexei Ulanov       | União Soviética    |
| Medalha de prata  | Liudmila Smirnova / Andrei Suraikin | União Soviética    |
| Medalha de bronze | Galina Karelina / Georgi Proskurin  | União Soviética    |
| 4                 | Manuela Groß / Uwe Kagelmann        | Alemanha Oriental  |
| 5                 | Almut Lehmann / Herbert Wiesinger   | Alemanha Ocidental |
| 6                 | Marlies Radunsky / Rolf Österreich  | Alemanha Oriental  |
| 7                 | Brunhilde Baßler / Eberhard Rausch  | Alemanha Ocidental |
| 8                 | Grażyna Osmańska / Adam Brodecki    | Polônia            |
| 9                 | Linda Connolly / Colin Taylforth    | Reino Unido        |
| 10                | Florence Cahn / Jean-Roland Racle   | França             |
| 11                | Dana Fialova / Josef Tuma           | Tchecoslováquia    |
| 12                | Karin Künzle / Christian Künzle     | Suíça              |
| 13                | Teresa Skrzek / Piotr Sczypa        | Polônia            |
| 14                | Evelyne Scharf / Wilhelm Bietak     | Áustria            |
| 15                | Helena Gazvoda / Silvo Svajger      | Iugoslávia         |

### Dança no gelo
| Pos.              | Nome                                    | Nacionalidade      |
| ----------------- | --------------------------------------- | ------------------ |
| Medalha de ouro   | Liudmila Pakhomova / Alexander Gorshkov | União Soviética    |
| Medalha de prata  | Angelika Buck / Erich Buck              | Alemanha Ocidental |
| Medalha de bronze | Susan Getty / Roy Bradshaw              | Reino Unido        |
| 4                 | Tatiana Voitiuk / Viacheslav Zhigalin   | União Soviética    |
| 5                 | Janet Sawbridge / Peter Dalby           | Reino Unido        |
| 6                 | Elena Zharkova / Gennadi Karponosov     | União Soviética    |
| 7                 | Hilary Green / Glyn Watts               | Reino Unido        |
| 8                 | Diana Skotnická / Martin Skotnický      | Tchecoslováquia    |
| 9                 | Teresa Weyna / Piotr Bojanczyk          | Polônia            |
| 10                | Ilona Berecz / István Sugar             | Hungria            |
| 11                | Anne-Claude Wolfers / Roland Mars       | França             |
| 12                | Matilde Ciccia / Lamberto Ceserani      | Itália             |
| 13                | Astrid Kopp / Axel Kopp                 | Alemanha Ocidental |
| 14                | Krisztina Regőczy / András Sallay       | Hungria            |
| 15                | Tatiana Grossen / Alessandro Grossen    | Suíça              |
| 16                | Sylvia Fuchs / Michael Fuchs            | Alemanha Ocidental |
| 17                | Ewa Kolodziej / Tadeusz Góra            | Polônia            |
| 18                | Brigitte Ydraut / Pascal Germe          | França             |
| 19                | Agnes Arco / Adrian Perco               | Áustria            |
| 20                | Vivi Poulsen / Kurt Poulsen             | Dinamarca          |

## Quadro de medalhas
| Ordem | País               | Medalha de ouro | Medalha de prata | Medalha de bronze |    | Ordem por total |
| ----- | ------------------ | --------------- | ---------------- | ----------------- | -- | --------------- |
| 1     | União Soviética    | 2               | 2                | 1                 | 5  | 1               |
| 2     | Áustria            | 1               |                  |                   | 1  | 3               |
| 2     | Tchecoslováquia    | 1               |                  |                   | 1  | 3               |
| 4     | Alemanha Ocidental |                 | 1                |                   | 1  | 3               |
| 4     | Hungria            |                 | 1                |                   | 1  | 3               |
| 6     | Reino Unido        |                 |                  | 2                 | 2  | 2               |
| 7     | Itália             |                 |                  | 1                 | 1  | 3               |
| TOTAL | TOTAL              | 4               | 4                | 4                 | 12 | —               |